# LI Górski Korpus Armijny (III Rzesza)
LI Korpus Górski, niem. LI. Gebirgs-Armekorps – niemiecki korpusów górski, utworzony w miejsce zniszczonego w Stalingradzie LI Korpusu Armijnego.

## Historia
LI. Górski Korpus Armijny został utworzony 15 sierpnia 1943 w Wiedniu w XVII okręgu.
Jej sztab pochodził z Korpusu Armii LI, zniszczonego w bitwie stalingradzkiej. Podlegał, na zmianę, 10 i 14 Armii, w składzie Grupy Armii C. Walczył we Włoszech, m.in.: o Monte Cassino (styczeń - maj 1944), na linii Trasimene (czerwiec 1944), na Linii Gotów i w operacji Grapeshot. Poddał się w okolicy Brescii w maju 1945.
Okupujący Włochy LI Korpus Górski w wynik akcji partyzanckiej przeprowadzonej 16 czerwca 1944 roku poniósł stratę w postaci jednego zabitego i dwóch rannych. W odpowiedzi spalono wieś i zabito wszystkich mężczyzn w niej mieszkających. 

## Dowódcy korpusu
- gen. Valentin Feuerstein (sierpień 1943 - styczeń 1945)
- gen. Friedrich-Wilhelm Hauck (styczeń - maj 1945)

## Skruktura organizacyjna
Oddziały korpuśne: 451 Korpuśny Baon Łączności, 451 Dowództwo Artylerii, 451 Korpuśny Oddział Zaopatrzenia
Skład w maju 1944:
- 305 Dywizja Piechoty
- 334 Dywizja Piechoty

Skład we wrześniu 1944:
- 714 Dywizja Piechoty
- 305 Dywizja Piechoty
- 44 Dywizja Piechoty
- 114 Dywizja Strzelców